# Flora Purim
Flora Purim (Rio de Janeiro, 1942. március 6. –) romániai zsidó származású brazil énekes, dzsesszzenész. A fúziós jazz egyik ismert zenésze, ő volt a Return to Forever első énekese, de külön is nagy karriert futott be. Vezetékneve a Purimra, a sorsvetés ünnepére utal. Airto Moreira felesége.

## Pályakép
Purim zenész családból származik. Romániában született. Édesanyja brazil zongoraművész volt, aki beleoltotta a dzsessz szeretetével. Zsidó származású édesapja hegedűművész volt, lánya komolyzenei nevelést kapott. Négyévesen klasszikus zongorát, tizenkét évesen akusztikus gitárt kezdett tanulni. Hat oktávos hangjával énekesként is feltűnt. Rióban Airto Moreira és Hermeto Pascoal mellett a Quartetto Novo együttes tagja volt, és saját tévéműsora is volt.
Purim összeházasodott Moreirával. Ütőhangszer leckéket vettek, és 1967-ben New Yorkba mentek.
Flora Purim Stan Getzcel (1969) játszott, később a Gil Evans Orchestra turnén is kísérletezett dobhangzásokkal. Cannonball Adderley-vel is szerepelt (The Happy People 1970; Lovers 1975).
Az 1970-es években Moreirával együtt szerepelt Chick Corea Return to Forever együttesében, amely nemzetközi hírnevet hozott neki. 1973-ban kiléptek a zenekarból. 1973-ban Purim kiadta első szólóalbumát Butterfly Dreams címmel, amelyen a férje, Stanley Clarke és Joe Henderson szerepel. 1974-ben megalapították saját zenekarukat, amelyben többek között Kei Akagi is játszott. 1974-ben a Montreux-i Jazz Fesztiválon mutatkoztak be (500 Miles High).
1971-ben kokaint találtak egy brazil barátja otthonában történt razzia során, akivel együtt szállt meg. Három évvel később vádat emeltek ellene és elítélték, 18 hónapot kapott (éppen sikerült befejeznie a Stories to Tell című albumot). Egy interjúban később beismerte, hogy 1969-74 között drogfüggő volt. Csak 1985-től utazhatott újra szabadon az Egyesült Államokba. A kaliforniai börtönt zeneírásra használta fel. 1975. március 9-én onnan adott koncertet, többek között Cannonball Adderley-vel, amelyet több rádió is sugárzott.
Fogvatartása alatt a férje gondoskodott a két gyermekről.
Szabadulása után Purim kiadta az 1976-os Open Your Eyes You Can Fly című albumot. Két Grammy-díjas albuma van, amelyen szerepel, többek között a Dizzy Gillespie és az Egyesült Nemzetek Zenekara (Live at the Royal Festival Hall) és Mickey Hart Planet Drum című album. (többek között azt mondta egy interjúban, hogy Horace Silver a riói lakásában komponálta a dalát apámnak), és különösen tisztelik szülőhazájában, Brazíliában.
2002-ben Flora Purim férjével, Airto Moreirával együtt kapta meg a Brazil Rio Branco Érdemrendet (Ordem de Rio Branco).

## Albumok
- Flora, 1964
- Gil Evans: Where Flamingos, 1971
- Chick Corea: Return to Forever, 1972
- Chick Corea & Return to Forever: Light as a Feather, 1973
- Carlos Santana: Welcome – Gesang auf Yours Is the Light, 1973
- Live in Montreux
- Butterfly Dreams, 1973
- Stories to Tell, 1974
- Fingers, + Airto Moreira
- 500 Miles High, 1976
- Open Your Eyes You Can Fly, 1976
- That’s What She Said, 1978
- Everyday Everynight, 1978
- Nothing Will Be As It Was… Tomorrow, 1977
- Encounter, 1977
- Love Reborn, 1980
- Flora Purim & Airto: Humble People, 1985
- The Magicians
- The Colours of Life, 1988
- The Midnight Sun, 1988
- Speed of Light, 1995
- Flora sings Milton Nascimento, 2000
- Perpetual Emotion, 2001
- If You Will,  2022

## Díjak
- Négy alkalommal Down Beat Magazin: Best Female Jazz Vocalist
- Két Grammy-díj jelölés: Best Female Jazz Performance
- Két Grammy-nyertes album énekese
- Dizzy Gillespie and the United Nation Orchestra – Live at the Royal Festival Hall, London (1989, 1990: Best Jazz Album)
- 1991: Mickey Hart's Planet Drum : Best World Music Album
- 2002: Rio Branco-rend